# دبليو. غرانت سميث
دبليو. غرانت سميث هو سياسي كندي، ولد في 11 يناير 1893 في سانت جون في كندا، وتوفي في 16 يوليو 1957. حزبياً، نشط في الحزب التقدمي المحافظ في نيو برونزويك ‏. وقد انتخب عضو الجمعية التشريعية لنيو برونزويك ‏.